# Tyler Reks
Gabbi Alon Tuft, nata Gabriel Allan (San Francisco, 1º novembre 1978), è un'ex wrestler statunitense, nota per i suoi trascorsi nella World Wrestling Entertainment tra il 2009 e il 2012 con lo pseudonimo di Tyler Reks.

## Carriera

### Florida Championship Wrestling (2007–2009)

#### ECW(2009–2010)
Il 30 giugno 2009 debutta in ECW in un promo con Zack Ryder, con la gimmick del surfista. In quel periodo nonostante avesse noie al ginocchio, Tuft riesce comunque a combattere il suo primo match a Superstars, ricevendo però una sconfitta per mano di Ryder. Riesce a battere per due volte, il 21 giugno e nella puntata successiva della ECW, il wrestler inglese Paul Burchill. Nella puntata della ECW dell'11 agosto, batte il jobber Tom Janes. IL 25 agosto vince un Tag Team Match, insieme a Yoshi Tatsu, contro Shelton Benjamin e Zack Ryder. Nei mesi successivi, comincia a combattere a Superstars, perdendo contro Zack Ryder e Paul Burchill. Partecipa il 15 settembre ad una Battle Royal per poter sfidare il campione ECW Christian, vinta poi da Zack Ryder. Dopo di ciò combatte solo dark match come heel (cattivo). Partecipa ad un'altra Battle Royal, questa volta il dark match di Wrestlemania XXVI vinta da Yoshi Tatsu.

#### Faida con Chris Masters (2010–2011)

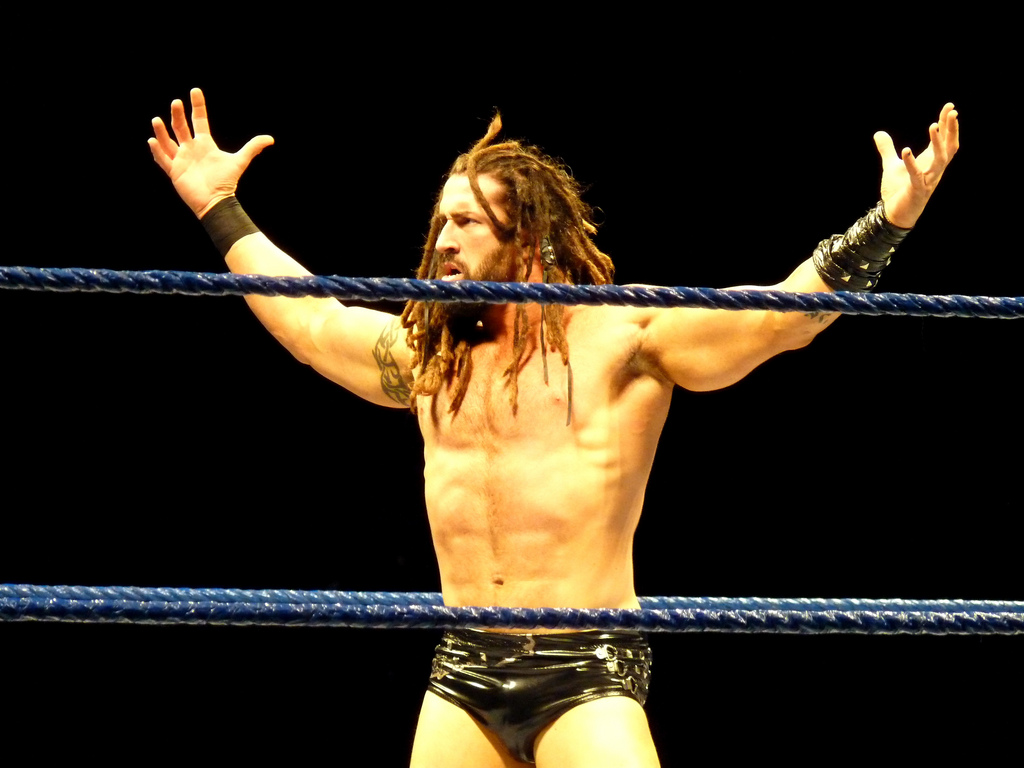
Tyler Reks nel novembre del 2010

Con la chiusura della ECW e dopo aver combattuto diversi dark matches nelle settimane precedenti, Tuft entra nel roster di SmackDown il 15 ottobre come heel con una vistosa barba, e vi debutta battendo Kaval, guadagnando un posto nel team SmackDown di Bragging Rights, partecipa a RAW del 18 ottobre nella SmackDown vs RAW battle royal venendo eliminato da Mark Henry, il 24 ottobre a Bragging Rights il team di SmackDown ha la meglio contro il team RAW.
Il 28 ottobre nel main event di Superstars batte Chris Masters, il 5 novembre avviene la rivincita a SmackDown ma se l'aggiudica nuovamente Reks, mentre il 12 novembre partecipa a SmackDown come lumberjack nel lumberjack match fra Edge e David Otunga.
Lottando contro MVP nell'house show di SmackDown del 14 novembre a Istanbul, in Turchia, si è procurato una deviazione del setto nasale, risolvendo nei giorni successivi il fastidioso problema.
Viene sconfitto il 19 novembre da Big Show nella puntata di SmackDown pre Survivor Series. A Survivor Series il Team Mysterio (Rey Mysterio, Big Show, Kofi Kingston, MVP e Chris Masters) sconfigge il Team Del Rio (Alberto Del Rio, Cody Rhodes, Drew McIntyre, Jack Swagger e Tyler Reks).
In quel di Superstars del 2 dicembre batte Trent Baretta e sempre a Superstars il 9 dicembre sconfigge JTG.
Perde un tag team match nello show blu il 17 dicembre facendo coppia con Chavo Guerrero, contro gli sfidanti Santino Marella e Vladimir Kozlov. Nella puntata di WWE Superstars del 30 dicembre sconfigge Chris Masters e in quella del 6 gennaio batte JTG. Combatte nuovamente a WWE Superstars del 27 gennaio, sconfiggendo Trent Baretta. Partecipa alla Royal Rumble 2011: entrato col numero 16, viene eliminato dopo appena 52 secondi dai membri del Nexus. Nella puntata di Superstars del 3 febbraio, Tyler Reks continua a vincere: stavolta in coppia con Curt Hawkins sconfigge JTG e Trent Baretta. Nella puntata di WWE Superstars del 10 febbraio, riesce a sconfiggere Curt Hawkins, ma in quella del 17 febbraio e del 24 subisce due sconfitte per mano di Chris Masters. Il 3 marzo, a Superstars, attacca Chris Masters alla fine del suo match. Nella puntata di Superstars del 10 marzo 2011 perde contro Chris Masters mentre, in quella di sette giorni dopo, sconfigge JTG. Il 24 marzo, sempre a Superstars, viene sconfitto per la quarta volta da Chris Masters, dopo un match molto combattuto. Al Wrestlemania Axess, perde un match contro Vladimir Kozlov. A Wrestlemania 27, partecipa alla dark match battle royal a 22 uomini, ma non riesce a vincere. Nella puntata di SmackDown! del 15 aprile, partecipa alla battle royal per decretare lo sfidante di Alberto Del Rio a WWE Extreme Rules nel match valido per il World Heavyweight Championship, ma viene eliminato da Christian.

#### Varie faide (2011–2012)

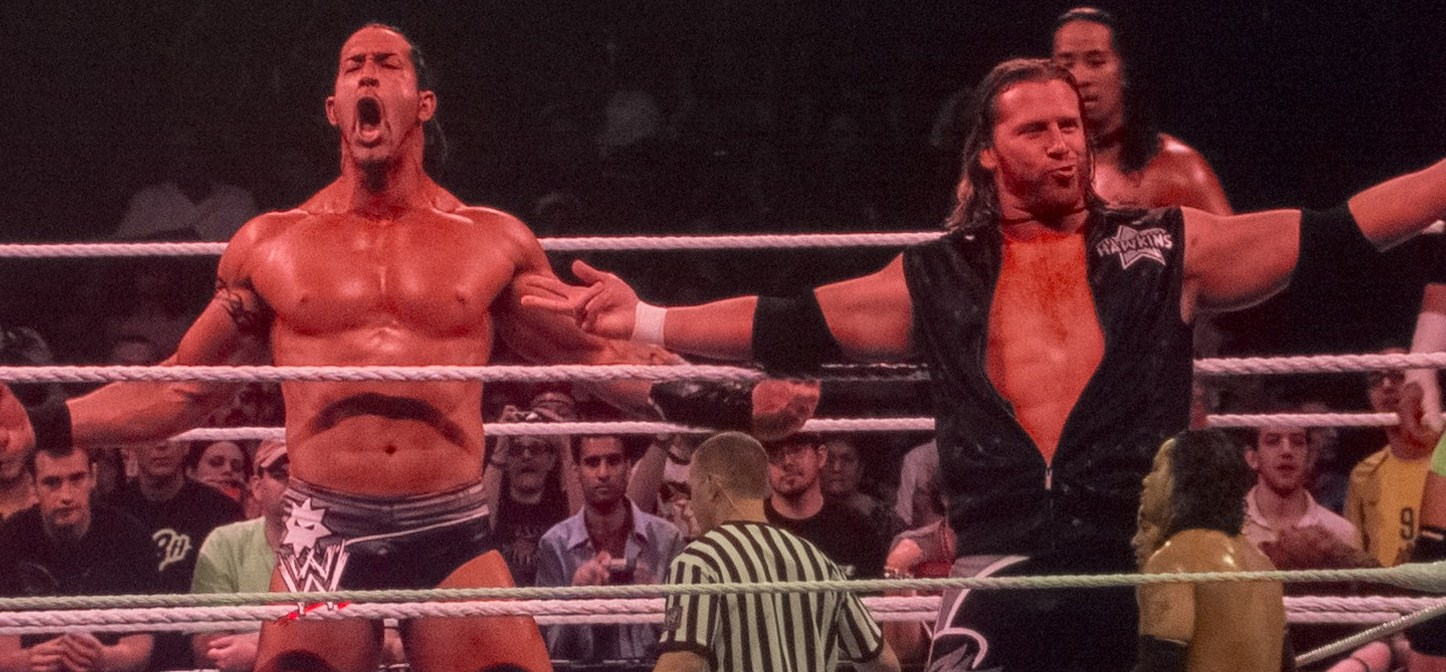
Tyler Reks (sinistra) con Curt Hawkins nel 2012

Nella supplemental Draft del 2011 Tyler Reks passa da SmackDown a Raw. Dopo molti mesi di assenza nel ring, ritorna nella puntata di Raw del 5 settembre presentandosi nell'arena insieme a un nuovo compagno, Curt Hawkins. Nella puntata di Superstars dell'8 settembre sconfigge insieme a Curt Hawkins il team composto da Titus O'Neil e Percy Watson. Durante la puntata di NXT del 27 settembre, attaccano alla fine del loro match gli Usos. La settimana successiva a NXT riescono a sconfiggere gli Usos, mentre l'11 ottobre sono i samoani a prevalere. La stessa settimana, a SmackDown, Reks partecipa alla Battle Royal a 37 uomini promossa da Theodore Long e John Laurinaitis nel quale il vincitore avrebbe ottenuto un match valido per un titolo a sua scelta, ma viene eliminato da Sheamus dopo molti minuti che era sul ring. Nella puntata di NXT del 18 ottobre disputa un match singolo contro Yoshi Tatsu, nel quale esce però sconfitto. Reks ritorna nel main event di NXT del 15 novembre, affrontando in un match Titus O'Neil, venendo però sconfitto. La settimana successiva a NXT, ritorna a vincere in un tag team match insieme a Darren Young contro Titus O'Neil e Percy Watson. Nella puntata speciale di Smackdown del 29 novembre, partecipa ad una battle royal, facendo buona figura arrivando fino agli ultimi 6, ma poi viene eliminato da Sheamus, mentre il giorno dopo, ad NXT, viene sconfitto da Percy Watson. Nella puntata di NXT del 6 dicembre perde insieme a Curt Hawkins contro Jimmy e Jey Uso e, nella settimana successiva sempre ad NXT, perdono ancora questa volta contro Yoshi Tatsu e Trent Baretta. Nella puntata del 21 dicembre di NXT, aiuta il suo compagno Curt Hawkins a vincere contro Trent Baretta, e in quella del 22 dicembre di Superstars affronta, insieme a Curt Hawkins, gli AirBoom, perdendo però il match. Perdono anche la rivincita contro gli AirBoom nell'ultima puntata di Superstars del 2011. Il 10 gennaio, a NXT, viene sconfitto da Trent Baretta. Nella puntata del 18 gennaio di NXT, ritorna a vincere insieme a Curt Hawkins, contro i rivali Yoshi Tatsu e Trent Baretta, ma nella puntata di Superstars del 19 gennaio perdono contro Mason Ryan e Santino Marella. Nell'edizione di Raw successiva alla Royal Rumble, Reks fa la sua prima apparizione a Raw da quando vi è stato selezionato, venendo sconfitto da Brodus Clay. Nella puntata dell'8 febbraio di NXT, affronta nel main event, insieme al compagno Curt Hawkins, gli Usos, riuscendo a sconfiggerli. Il 16 febbraio, a Smackdown, partecipa alla Battle Royal per decretare il sostituto di Randy Orton a Elimination Chamber, ma non riesce a vincerla. Nella puntata di NXT del 22 febbraio perde per sottomissione contro Tyson Kidd, ma il giorno dopo, a Superstars, riesce a battere Mason Ryan grazie all'aiuto del suo compagno Curt Hawkins. Nella puntata di NXT del 14 marzo, insieme a Hawkins, sconfiggono Percy Watson e Alex Riley mentre il giorno dopo, a Superstars, perdono contro i Boom Jimmy. Il 21 marzo, a NXT, combatte in singolo contro Percy Watson, perdendo il match, e in quella del 4 aprile perde nuovamente contro quest'ultimo. Il giorno dopo, a Superstars, perdono ancora contro gli Usos. Nella puntata di NXT del 18 aprile, viene costretto da William Regal a lottare contro il suo compagno Hawkins in un match nel quale chi avesse perso sarebbe stato licenziato. Tyler riesce a vincere il match, ma dopo riceve comunque il benservito da Regal (kayfabe).
Nella puntata di NXT del 9 maggio, Hawkins e Reks fanno il loro ritorno dicendo di essere stati assunti da John Laurinaitis come membri della security ad NXT e di essere stati reintegrati nel roster. Il giorno dopo, a Superstars, bagnano però il loro ritorno con la sconfitta venendo battuti da Santino Marella e Zack Ryder. Nella puntata di NXT del 16 maggio, perdono contro Ezekiel Jackson e The Great Khali. Ad Over the Limit partecipa ad una Battle Royal a 20 uomini, nella quale il vincitore avrebbe scelto un campione secondario da sfidare con la cintura in palio, ma viene eliminato da The Great Khali. Inoltre la stessa sera, insieme al suo compagno, sequestra vari cartelloni dei fans contro John Laurinaitis. Nella puntata di Raw successiva, insieme a Hawkins, Titus O'Neil e Darren Young, attacca John Cena dopo il suo match contro David Otunga. Il 30 maggio, ad NXT, sono ancora vittoriosi contro gli Usos. Nella puntata di Raw del 4 giugno affrontano i campioni di coppia Kofi Kingston e R-Truth, venendo però sconfitti. Nella puntata di NXT del 6 giugno Tyler Reks sconfigge Jey Uso. Nella puntata del 13 giugno continua la sua striscia positiva battendo insieme a Curt Hawkins la coppia formata da Derrick Bateman e Percy Watson. Nella puntata di Superstars successiva a No Way Out, PPV nel quale Cena ha battuto Big Show ed ha terminato l'era "People Power" di Laurinaitis, Tyler Reks e Curt Hawkins vengono sconfitti da Tyson Kidd e da Justin Gabriel.
Nella puntata speciale di SmackDown Great American Bash del 6 luglio, assiste il suo compagno Curt Hawkins che viene nettamente sconfitto dal potentissimo RyBack. Dopo questa sconfitta, Hawkins e Reks hanno annunciato su Twitter che sono pronti a vendicarsi di RyBack. Nella puntata di SmackDown del 13 luglio, intitolata ZackDown, Reks affronta Ryback venendo però sconfitto dopo aver provato invano ad attaccare il rivale. Nel pay per view Money in the Bank Reks & Hawkins affrontano Ryback in un Handicap Match venendo però sconfitti dopo una lunga resistenza. Nella puntata numero 1000 di Raw Tyler Reks, Curt Hawkins, Drew McIntyre, Hunico, Camacho e Jinder Mahal tentano di assalire Kane ma arriva The Undertaker che, insieme al fratello, scaccia gli assalitori. Nella puntata di Superstars del 27 luglio Reks e Hawkins vengono sconfitti da Justin Gabriel & Tyson Kidd. Il 6 agosto, a Raw, vengono nuovamente sconfitti da Ryback in un Handicap Match. Nella stessa settimana, a Superstars, perdono ancora contro Gabriel e Kidd dopo un match spettacolare.
Nella puntata di SmackDown prima di SummerSlam, Reks e Hawkins ricevono un'opportunità dal nuovo General Manager di SmackDown Booker T di mettersi in mostra nel roster blu e i due si presentano con una gimmick da spogliarellisti. La stessa sera, sconfiggono due lottatori locali.
Il 22 agosto ottiene il rilascio dalla WWE e annuncia il ritiro per dedicare più tempo alla sua famiglia.

## Vita privata

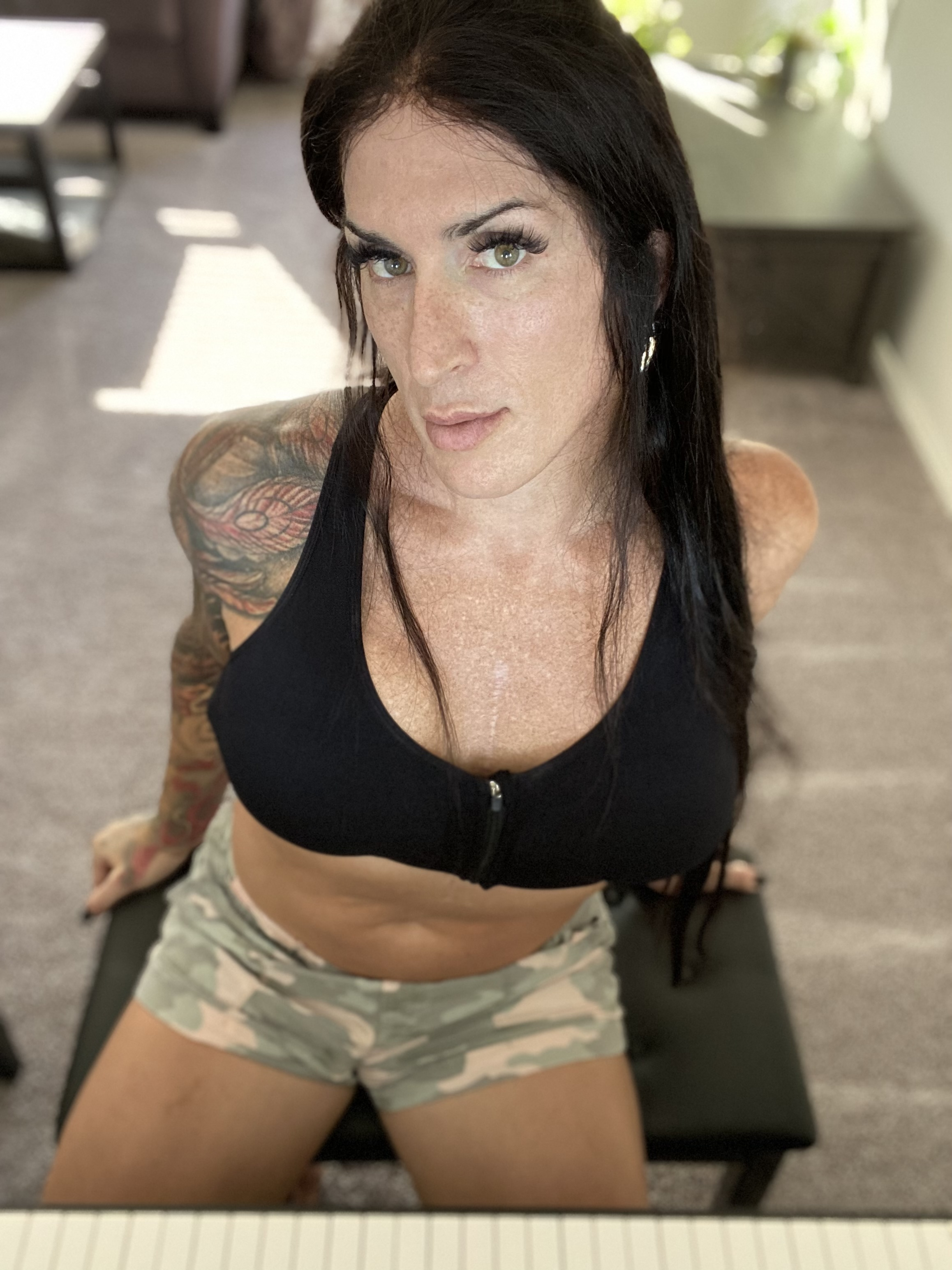
Gabbi Tuft nel 2021

Il 4 febbraio 2021, tramite il suo account Instagram, ha dichiarato di aver cambiato sesso. Il suo nuovo nome è "Gabbi".

## Personaggio

### Mosse finali
- Killjoy (Gutwrench lift dropped in to a DDT)
- Burning Hammer (Sitout argentine DDT)

### Soprannomi
- "The Dreadkiller"
- "T-Reks"
- "The X-Factor"

### Musiche d'ingresso
- Gasoline Upcharge di Firstcom Music (2008–2009)
- Hang Ten di Non-Stop Music (2009–2010)
- One Two Three (Instrumental Version) di Jim Johnston (2010–2011)
- Tyrannosaurus di Jim Johnston (2011–2012)

## Titoli e riconoscimenti
- Florida Championship Wrestling

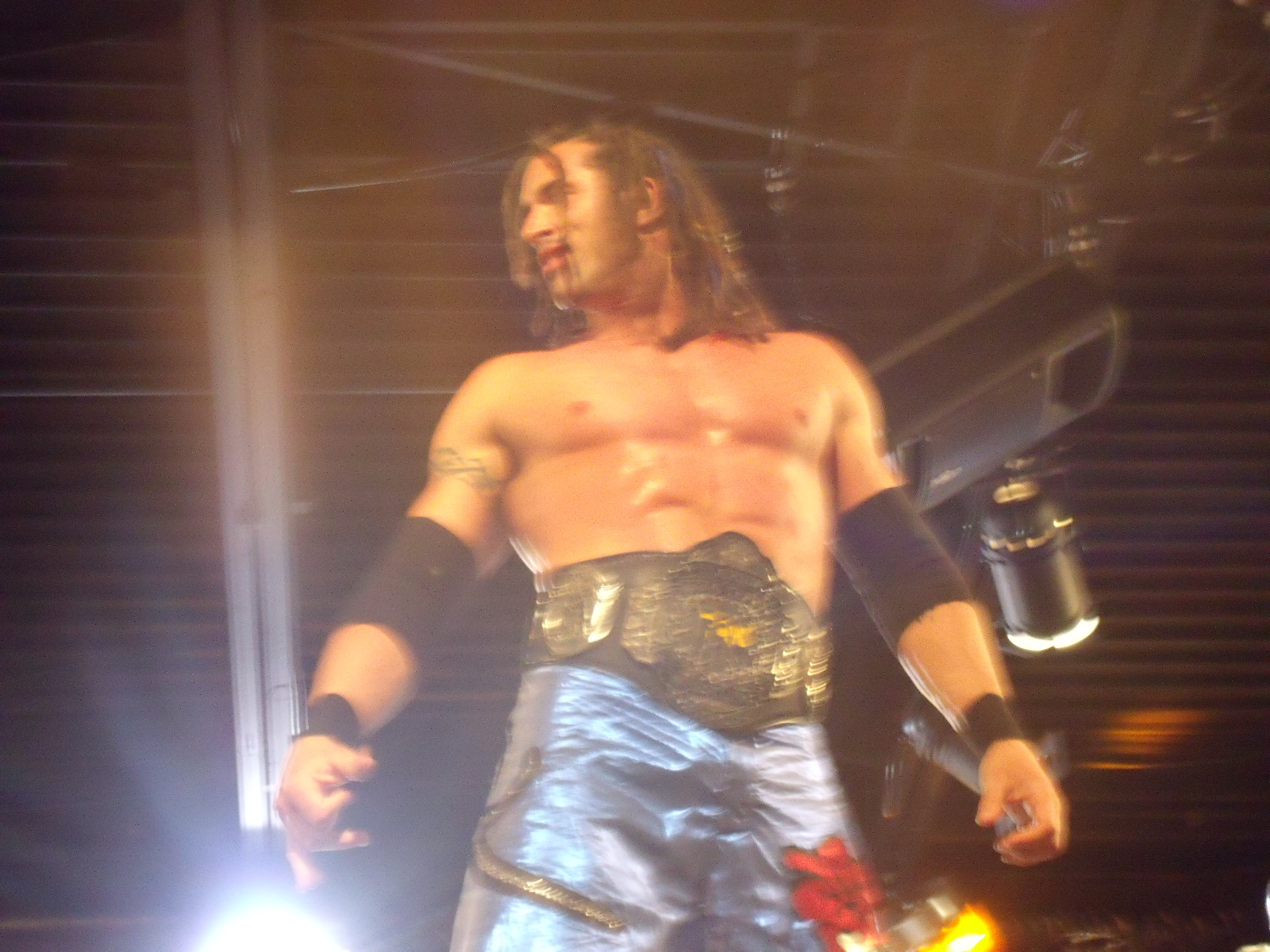
Tyler Reks con l'FCW Florida Heavyweight Championship, titolo che ha vinto una volta

  - FCW Florida Heavyweight Championship (1)
  - FCW Florida Tag Team Championship (2) – con Joe Hennig (1) e Johnny Curtis (1)
- Pro Wrestling Illustrated
  - 156º tra i 500 migliori wrestler singoli nella PWI 500 (2009)
- World Wrestling Entertainment
  - Bragging Rights Trophy (2010) – con il Team SmackDown (Alberto Del Rio, Big Show, Edge, Jack Swagger, Kofi Kingston e Rey Mysterio)
  - Slammy Award (1)
    - Most Menacing Haircut (2010)